# Tajlandia na Letnich Igrzyskach Olimpijskich 1952
Tajlandię na Letnich Igrzyskach Olimpijskich w 1952 roku reprezentowało 8 zawodników (wszyscy mężczyźni) w 1 dyscyplinie (lekkoatletyce). Żaden z nich nie zdobył medalu dla swojego kraju podczas tej edycji.
Był to debiut reprezentacji Tajlandii na igrzyskach olimpijskich.

## Wyniki

### Lekkoatletyka

#### Konkurencje biegowe
| Zawodnik | Konkurencja        | Eliminacje | Eliminacje | Ćwierćfinał | Ćwierćfinał | Półfinał | Półfinał | Finał | Finał   | Źródło |
| Zawodnik | Konkurencja        | Czas       | Pozycja    | Czas        | Pozycja     | Czas     | Pozycja  | Czas  | Pozycja | Źródło |
| --- | ------------------ | ---------- | ---------- | ----------- | ----------- | -------- | -------- | ----- | ------- | ------ |
| Boonterm Pakpuang | Bieg na 100 m      | 11.7       | 6.         | NQ          | NQ          | NQ       | NQ       | NQ    | NQ      | [ 2 ]  |
| Arun Sankosik | Bieg na 100 m      | 11.5       | 6.         | NQ          | NQ          | NQ       | NQ       | NQ    | NQ      | [ 2 ]  |
| Adul Wanasatith | Bieg na 100 m      | 11.2       | 7.         | NQ          | NQ          | NQ       | NQ       | NQ    | NQ      | [ 2 ]  |
| Boonterm Pakpuang | Bieg na 200 m      | 23.8       | 2. (Q)     | DNS         | DNS         | NQ       | NQ       | NQ    | NQ      | [ 3 ]  |
| Arun Sankosik | Bieg na 200 m      | 23.5       | 4.         | NQ          | NQ          | NQ       | NQ       | NQ    | NQ      | [ 3 ]  |
| Adul Wanasatith | Bieg na 200 m      | 23.3       | 5.         | NQ          | NQ          | NQ       | NQ       | NQ    | NQ      | [ 3 ]  |
| Sompop Svadanandana | Bieg na 400 m      | 53.6       | 5.         | NQ          | NQ          | NQ       | NQ       | NQ    | NQ      | [ 4 ]  |
| Pongummart Ummarttayakul | Bieg na 400 m      | 52.9       | 6.         | NQ          | NQ          | NQ       | NQ       | NQ    | NQ      | [ 4 ]  |
| Boonpak Kwancharoen | Bieg na 800 m      | 2:12.6     | 7.         | —           | —           | NQ       | NQ       | NQ    | NQ      | [ 5 ]  |
| Satid Leangtanom | Bieg na 1500 m     | 4:32.6     | 10.        | —           | —           | NQ       | NQ       | NQ    | NQ      | [ 6 ]  |
| Adul Wanasatith Arun Sankosik Pongummart Ummarttayakul Boonterm Pakpuang Boonpak Kwancharoen (DNS) Kamtorn Sanidwong (DNS) Sompop Svadanandana (DNS) | Sztafeta 4 × 100 m | 44.81      | 6.         | —           | —           | NQ       | NQ       | NQ    | NQ      | [ 7 ]  |
| Adul Wanasatith Arun Sankosik Pongummart Ummarttayakul Boonterm Pakpuang Boonpak Kwancharoen Kamtorn Sanidwong Sompop Svadanandana                   | Sztafeta 4 × 400 m | DNS        | DNS        | DNS         | DNS         | DNS      | DNS      | DNS   | DNS     | [ 8 ]  |

#### Konkurencje techniczne
| Zawodnik          | Konkurencja | Eliminacje | Eliminacje | Finał | Finał   | Źródło |
| Zawodnik          | Konkurencja | Wynik      | Pozycja    | Wynik | Pozycja | Źródło |
| ----------------- | ----------- | ---------- | ---------- | ----- | ------- | ------ |
| Kamtorn Sanidwong | Skok wzwyż  | DNS        | DNS        | DNS   | DNS     | [ 9 ]  |
| Kamtorn Sanidwong | Skok w dal  | 5,31 m     | 25.        | NQ    | NQ      | [ 10 ] |
| Kamtorn Sanidwong | Trójskok    | DNS        | DNS        | DNS   | DNS     | [ 11 ] |